# Andrea Singh
Andrea Singh (* 1966 in Duisburg) ist eine ehemalige deutsche Reality-TV-Teilnehmerin. Sie wurde Drittplatzierte der ersten Staffel von Big Brother.

## Leben
Andrea Singh wuchs als Tochter eines Inders in Duisburg auf und zog als Projektmanagerin nach Köln. 2000 nahm sie an der ersten Staffel von Big Brother teil und wurde im Finale Drittplatzierte hinter dem Gewinner John Milz und dem Zweiten Jürgen Milski. Milz gab ihr 25.000 DM von seinem Gewinn ab. Im Juli veröffentlichte sie mit Milz die Single Gewinner, die Platz 40 der deutschen Charts erreichte und sich insgesamt vier Wochen in den Charts hielt. Im Anschluss wurde ein Video zu ihrem Song Du fehlst mir veröffentlicht. Eine kommerzielle Veröffentlichung des Songs als Single wurde jedoch nicht realisiert.
Im Januar 2001 trat Singh bei der Wahl zur Miss Germany als eine von mehreren Jurorinnen auf. Im Frühjahr desselben Jahres moderierte sie einmalig die Heimvideo-Sendung Die dümmsten Männer der Welt auf RTL 2. Anschließend zog sie sich aus der Öffentlichkeit zurück. Sie fürchtete sich vor rechtsextremen Anschlägen und wurde in ihrem alten Job nicht mehr ernst genommen. Mit ihrem damaligen Freund zog sie nach Portugal, wo sie eine Surfschule eröffnete.